# Mercedes-Benz M 116/M 117
| Mercedes-Benz        | Mercedes-Benz        |
| -------------------- | -------------------- |
|                      |                      |
| M 117                |                      |
| Hersteller:          | Daimler-Benz         |
| Produktionszeitraum: | 1969–1991            |
| Motor:               | Ottomotor            |
| Bauart:              | Achtzylinder-V-Motor |
| Hubraum:             | 3,5–5,5 Liter        |
| Vorgängermodell:     | keines               |
| Nachfolgemodell:     | Mercedes-Benz M 119  |

Der M 116 und der M 117 sind Achtzylinder-V-Motoren von Daimler-Benz. Die von 1969 bis 1991 gebauten Ottomotoren fanden in verschiedenen Mercedes-Benz-Oberklasse-Pkw Verwendung.
Sie wurden von dem technisch sehr ähnlichen, größeren und stärkeren V8-Motor M 100 abgeleitet. Einen direkten Vorläufer gab es nicht. Nachfolger war der 1989 präsentierte M 119 mit Vierventiltechnik.

## Technik

### Allgemeines

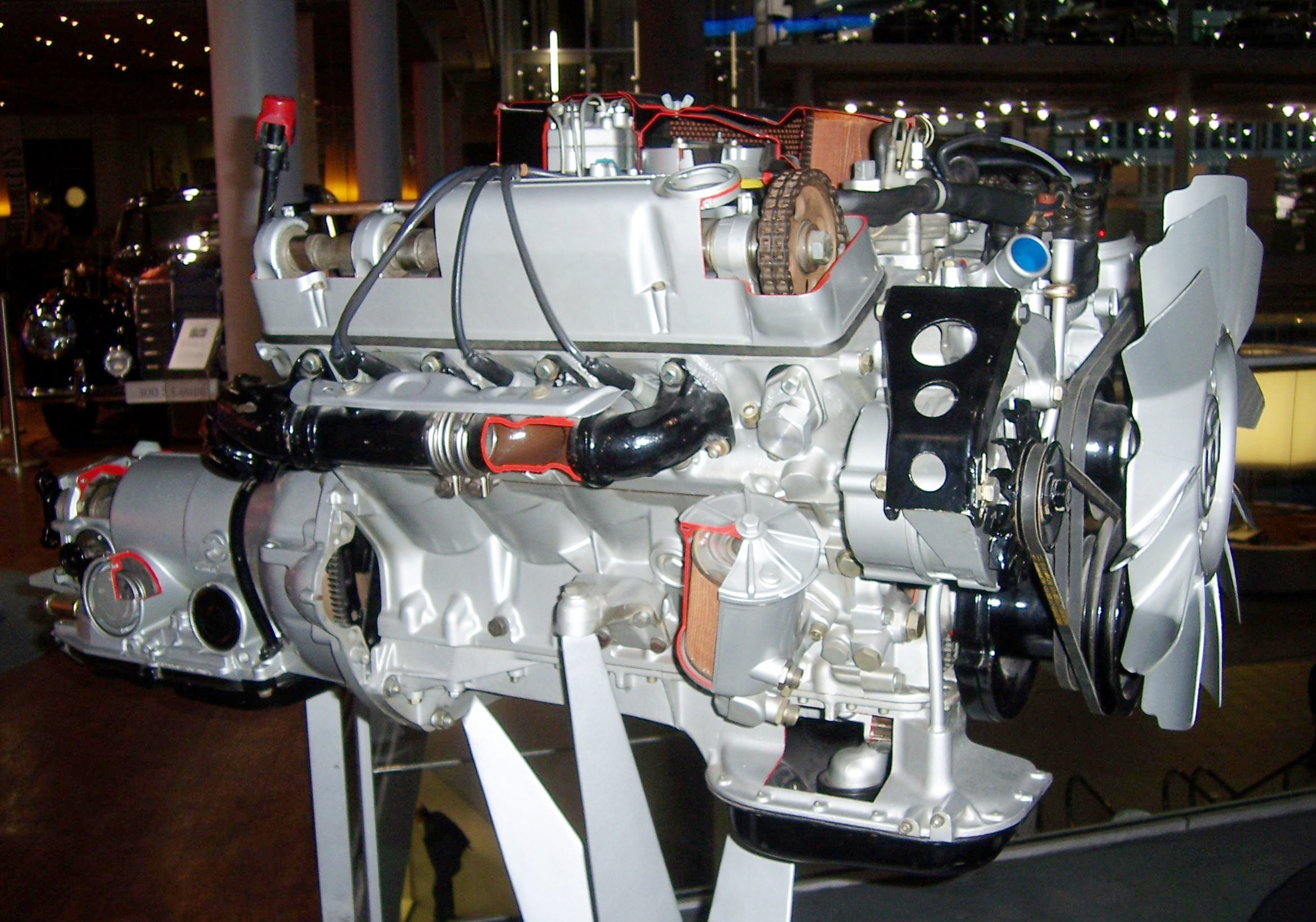
Baumuster M 117 E 50 Schnittmodell

Die Motoren sind wassergekühlt und haben pro Zylinderbank eine per Duplex-Rollenkette angetriebene obenliegende Nockenwelle (OHC). Die Ventile (2 je Zylinder) werden über Schlepphebel betätigt und sind in einer Reihe angeordnet, die etwas zur Einlassseite (innen im Zylinder-V) geneigt ist. Dadurch ergeben sich keilförmige Brennräume. Bis 1976 wurde die D-Jetronic-Benzineinspritzung von Bosch verwendet, danach kam die K-Jetronic zum Einsatz.
Die Motoren haben eine aus Stahl geschmiedete fünffach gelagerte Kurbelwelle in Crossplane-Bauweise und einen Winkel von 90° zwischen den Zylinderbänken. Die Zündfolge ist 1-5-4-8-6-3-7-2, wobei die Zylinder in der rechten Bank von 1 bis 4 und in der linken von 5 bis 8 nummeriert sind. Dadurch sind die Massenkräfte und -momente erster und zweiter Ordnung vollständig ausgeglichen.
Die Zylinderköpfe bestehen aus einer Aluminiumlegierung und der Motorblock war zunächst aus Grauguss, mit Hubräumen von 3,5 (M 116) bzw. 4,5 Litern (M 117). Luftfilter, Ansaug- und Schwingrohre wurden raumsparend zwischen den Zylinderköpfen untergebracht, sodass der neue V8-Motor insgesamt niedriger als etwa der Reihensechszylinder M 130 war. 1978 wurde der 450 SLC 5.0 der Baureihe C 107 mit einer Variante des M 117 mit Aluminium-Motorblock und 5 l Hubraum angeboten. Ab 1979 mit dem Modellwechsel zur Baureihe 126 wurden alle Varianten des M 116 und M 117 auf den Alu-Block umgestellt und zugleich der Hubraum auf 3,8 bzw. 5,0 l erhöht.
Daimler fertigte den Aluminium-Motorblock ohne Zylinderlaufbuchsen aus einer übereutektischen Aluminium-Silizium-Legierung. Es bilden sich dabei größere Silizium-Kristalle in einer Matrix aus feinen Al- und Si-Kristallen. Durch elektrolytische Behandlung der Zylinderlaufflächen wird die Matrix abgetragen, und die 0,02 bis 0,05 mm großen Si-Kristalle stehen etwas heraus und ergeben eine verschleißfeste Lauffläche für die Kolben und Kolbenringe. Der Schmierfilm haftet gut an dieser leicht rauen Oberfläche.

### Überarbeitung (Energiekonzept) im Jahre 1981
Im Rahmen des „Mercedes-Benz-Energiekonzepts“ wurden die Motoren 1981 umfangreich überarbeitet, um den Benzinverbrauch zu senken. Unter anderem hat man den Durchmesser der Hubzapfen von 52 auf 48 mm verkleinert, um die Reibleistung zu vermindern, und die Verdichtung erhöht. Der M 116 wurde langhubiger ausgelegt, bei unverändert 3,8 l Hubraum. Dies ergibt kompaktere Brennräume mit kleinerer Oberfläche und verbessert den Wirkungsgrad, da das heiße Gas weniger Wärme an die Brennraumwand verliert. Die Auslegung wurde zugunsten von mehr Drehmoment bei niedriger Drehzahl geändert, um ökonomisches Fahren in Betriebspunkten mit hohem Wirkungsgrad zu unterstützen. Dazu kamen weitere Maßnahmen, wie Abgasrückführung zur Begrenzung der Stickoxid-Emission, Regelung der Leerlaufdrehzahl, die außerdem abgesenkt wurde, und wesentlich längere Antriebsübersetzungen.

### Abgasreinigung
Anfang der 1980er Jahre war Waldsterben durch Saurer Regen ein gesellschaftliches Thema. Abhilfe schaffte bei Kohlekraftwerken die Rauchgasentschwefelung, bei Kraftstoffen die Entschwefelung in der Raffinerie. Die Smog-geplagten USA, insbesondere Kalifornien, hatten in den 1970er catalytic converter gegen weitere Schadstoffe vorgeschrieben, so dass dorthin exportierende deutsche Kfz-Hersteller bereits Erfahrung mit Fahrzeugkatalysator, Einspritzung und bleifreiem, niedrig oktanigem Benzin hatten. Das ging mit niedriger Verdichtung und Leistungseinbußen einher, die aufgrund des seit der Ölkrise geltenden US-Tempolimits von nur 55 mph (89 km/h) verschmerzbar waren.
1985 wurde die Katalysatortechnik für beide Motoren eingeführt, nachdem zuvor schon eine (allerdings erheblich leistungsreduzierte) Kat-Variante des M 116 angeboten worden war. Es wurde die KE-Jetronic eingesetzt, eine Weiterentwicklung der K-Jetronic mit elektronischer Regelungs-Aufschaltung für die Lambdaregelung. Der Hubraum des M 116 wurde gleichzeitig auf 4,2 l erhöht, außerdem kam eine Version des M 117 mit 5547 cm³ (Verkaufsbezeichnung „560“) hinzu. Somit gab es drei Hubraumstufen von 4,2, 5,0 und 5,5 l.
Die Motoren gab es in RÜF- (Katalysator nachrüstbar) und KAT-Ausführung. Den 560er gab es außerdem etwa ein Jahr lang in einer 220 kW (300 PS) starken ECE-Variante, die werksseitig nicht mit Kat nachrüstbar war, jedoch später mit Katalysatoren von Drittanbietern umgebaut werden konnte (Wurm-Kat). Leistungsgesteigerte ECE-Motoren sind erkennbar an geteilten Abgaskrümmern jeder Zylinderbank, womit die vordere Abgasanlage vierflutig wird, statt zweiflutig wie bei den sonstigen V8-Motoren. Die hiermit ausgerüsteten Limousinen und Coupés der S-Klasse W 126 waren die ersten Fahrzeuge, deren Höchstgeschwindigkeit vom Hersteller freiwillig auf 250 km/h begrenzt wurde. Sie sollten dem BMW 750i mit V12-Motor Paroli bieten.
1987 wurden die Motoren erneut überarbeitet. Sie bekamen eine Klopfregelung, und die Verdichtung wurde auf 10:1 erhöht, was Leistung und Wirkungsgrad verbesserte.

## Weiterentwicklung M 117 zum M 117/9 (AMG) und zum M 119 (Daimler-Benz)
Der damals noch eigenständige, zuerst auf Mercedes-Fahrzeuge spezialisierte Tuningbetrieb AMG montierte auf die 5,6-Liter-Versionen zum Ende der 1980er Jahre eigenentwickelte Vierventil-Zylinderköpfe, die den M 117-Motoren mit hohen Verdichtungen eine Leistung von ca. 270 kW (367 PS) verschafften. Die AMG-Motoren ließen sich allerdings nicht so ohne weiteres in einen der damals produzierten Wagen einbauen: Wegen der raumfordenden Ventilsteuerung wurden bei AMG an den Fahrzeugen der Baureihe W 126 die Bleche der vorderen Schottwände geändert. Diese Motoren erhielten die Kennung M 117/9, ein Vorgriff auf den später von Daimler-Benz produzierten Vierventil-Nachfolgetyp M 119 für die Modelle 500 E (W 124), SE, SEL (W, V 140), SEC (C 140) und SL (R 129).
Als Nachfolger der zweiventiligen M 117-Motoren gelten die weniger hochgezüchteten Vierventilmotoren der M 119-Familie von Daimler-Benz mit ihrer Serienleistung von 200 (272) bis 235 kW (320 PS) unter vielen Kennern als die besten V8-Motoren, die jemals bei Daimler-Benz in Pkw eingebaut wurden. Bei den Nachfolgemustern rückte Daimler-Benz bei Benzinmotoren mit mehr als vier Zylindern wieder von der Vierventiltechnik ab und bot mit dem Motorentyp M 113 sowie den Nachfolgern bei allen V-Motoren Dreiventilzylinderköpfe mit Doppelzündung an. Erst 2005 kehrte man mit dem M 273 wieder zur Vierventiltechnik zurück.

## Wissenswertes, Nachteile
Parallel zu den Europa- oder Normalversionen der Motoren für Super-Kraftstoff wurden niedriger verdichtende Versionen für die USA für dortigen Normalkraftstoff gefertigt. Gründe: Obligate Katalysatoren (Kalifornien-Umweltgesetzgebung) mit der Notwendigkeit, die Motoren mit bleifreiem Kraftstoff zu betreiben, andererseits nach damaligem Stand fehlende umweltverträgliche Tetraethylblei-Ersatzstoffe im Kraftstoff für hohes Verdichten. Diese US-V8-Motoren leisten im Ergebnis erheblich weniger; als Beispiel sei der 4,5 Liter-Motor der Baureihe W 108 / W 109 genannt (Modelle 280 SE/SEL 4.5, 300 SEL 4.5), der nur 143 kW (194 PS) leistete im Vergleich zu 147 kW (200 PS) des kleineren 3,5 Liter-Motors der Europa-Fahrzeuge. Der Motor des 560 SEL/SEC/SL in der US-Version ist im Gegensatz zu den vorherigen US-Versionen des M 116/117 nicht mehr geringer verdichtet und leistet mit einer Verdichtung von 9:1 jetzt 170 kW (231 PS) mit Kat. Derselbe Motor wurde auch in den europäischen Fahrzeugen verwendet, jedoch leistete er hier aufgrund einer veränderten Auspuffanlage 178 kW (242 PS) mit geregeltem Katalysator und 200 kW (272 PS) ohne Kat. In der ECE-Version leistet der Mercedes 560 220 kW (299 PS).
Im Herbst 1987 wurde für alle M 116/117 eine Klopfregelung eingeführt und die Verdichtung stieg von 9:1 auf 10:1, womit eine Leistungssteigerung von ca. 10 % einherging. Lediglich im Modell R 107 (420 SL, 500 SL, 560 SL) wurde unverändert bis zum Produktionsende der 107er Baureihe 1989 weiterhin das geringer verdichtete Aggregat eingesetzt.
Die US-Motoren mit geringerer Verdichtung, die bis 1985 aufgrund der in den USA kaum erhältlichen Kraftstoffe über 91 ROZ produziert wurden, lassen sich nur extrem aufwendig auf den Europa-Standard umbauen: Benötigt werden neue Zylinderköpfe mit Peripherieteilen und neue Kolben. Diese Motoren für die USA verbrauchen annähernd gleich viel Treibstoff; ihr Drehzahlniveau ist auch annähernd gleich, sodass sie auch nicht haltbarer sind. Einzig bleibt als Unterschied der Leistungsnachteil.
Die Achtzylinder-Motoren jüngerer Versionen machten infolge schlechter Werkstoff- und Zuliefererwahl oftmals unangenehm auf sich aufmerksam, weil Nockenwellen, Hydrostößel und Schlepphebel früh zu Schäden neigten („Pitting“). Neuere, bessere Nockenwellen für den Ersatz sind markiert – ein Merkmal, auf das man bei Fahrzeugen mit niedrigem Kilometerstand achten sollte. Fahrzeuge mit mehr als 150.000 Kilometern haben nach einem Schaden sehr oft bereits neue Wellen montiert. Zudem sind die Zündsteuergeräte der Versionen von 1987 bis 1991 anfällig für austrocknende Wärmeleitpaste auf den Kühlkörpern der Leistungshalbleiter, was zu deren Ausfall und damit sehr teurem Ersatzbedarf führt – ein Fehler, der sich durch vorsorgliches und kostengünstiges Austauschen der Paste vermeiden lässt.
Es ist nach aller Erfahrung kaum möglich, diese Motoren unter 12 Litern Verbrauch zu fahren; starke Versionen, zügig bewegt, können durchaus auch 20 Liter verbrauchen. Ein Verbrauch um 15 bis 17 Liter ist als normal anzusehen. Daher bauen viele Fahrzeughalter in ihre Autos LPG-Anlagen (Flüssiggas) ein. Diese Umbauten können jedoch bei der technischen Prüfung zur Erteilung von H-Kennzeichen Probleme mit der Abnahme machen, da dieser Umbau nach neuer Rechtslage „zeitgenössisch“ erfolgt sein muss – mit Technik, die maximal zehn Jahre nach Erstzulassung verfügbar war. Fahrzeuge, die bereits mit einer Venturi LPG-Anlage ausgerüstet sind und zudem das H-Kennzeichen besitzen, haben Bestandsschutz. Fahrzeuge mit einer moderneren, sequentiell einspritzenden LPG-Anlage können nach deutscher Gesetzeslage kein H-Kennzeichen bekommen.

## Daten und Fahrzeugmodelle

### M 116
| Bauzeit         | Ausführung     | Hubraum [cm³] | Bohrung×Hub [mm] | Verdichtung | Leistung [kW] Drehzahl [min−1] | Drehmoment [Nm] Drehzahl [min−1] |
| --------------- | -------------- | ------------- | ---------------- | ----------- | ------------------------------ | -------------------------------- |
| 11/1969–09/1972 | D-Jetronic     | 3499          | ø92×65,8         | 9,5 : 1     | 147 bei 5800                   | 286 bei 4000                     |
| 1976–1978       | K-Jetronic ff. | 3499          | ø92×65,8         | 9,0 : 1     | 143 bei 5500                   | 285 bei 4000                     |
| 1978–1979       |                | 3499          | ø92×65,8         | 9,5 : 1     | 151 bei 5750                   | 287 bei 4000                     |
| 1979–1981       | Alu-Block ff.  | 3818          | ø92×71,8         | 9,0 : 1     | 160 bei 5500                   | 305 bei 4000                     |
| 1981–1985       |                | 3839          | ø88×78,9         | 9,4 : 1     | 150 bei 5250                   | 315 bei 3250                     |
| 1979–1985       | KAT/US-Version | 3839          | ø88×78,9         | 8,3 : 1     | 120 bei 4750                   | 275 bei 2750                     |
| 1985–1987       | RÜF            | 4196          | ø92×78,9         | 9,0 : 1     | 160 bei 5200                   | 330 bei 3750                     |
| 1985–1987       | KAT            | 4196          | ø92×78,9         | 9,0 : 1     | 150 bei 5200                   | 310 bei 3600                     |
| 1987–1991       | RÜF            | 4196          | ø92×78,9         | 10,0 : 1    | 170 bei 5400                   | 335 bei 4000                     |
| 1987–1991       | KAT            | 4196          | ø92×78,9         | 10,0 : 1    | 165 bei 5400                   | 325 bei 4000                     |

- 280 SE Coupé 3.5 (W 111)
- 280 SE, SEL 3.5 (W 108)
- 300 SEL 3.5 (W 109)
- 350 SE, SEL (Baureihe 116)
- 350 SL, SLC (Baureihe 107)
- 380 SE, SEL, SEC (Baureihe 126)
- 380 SL, SLC (Baureihe 107)
- 420 SE, SEL, SEC (Baureihe 126)
- 420 SL (Baureihe 107)

### M 117
| Bauzeit         | Ausführung                | Hubraum [cm³] | Bohrung×Hub [mm] | Verdichtung | Leistung [kW] Drehzahl [min−1] | Drehmoment [Nm] Drehzahl [min−1] |
| --------------- | ------------------------- | ------------- | ---------------- | ----------- | ------------------------------ | -------------------------------- |
| 1969–1976       | D-Jetronic                | 4520          | ø92×85           | 8,8 : 1     | 165 bei 5000                   | 378 bei 3000                     |
| 1972–1976       | D-Jetronic/US-Version     | 4520          | ø92×85           | 8,0 : 1     | 142 bei 4750                   | 325 bei 3000                     |
| 1976–1980       | K-Jetronic                | 4520          | ø92×85           | 8,8 : 1     | 160 bei 5000                   | 370 bei 3250                     |
| 1976–1980       | K-Jetronic/KAT/US-Version | 4520          | ø92×85           | 8,0 : 1     | 134 bei 4750                   | 298 bei 3000                     |
| 05/1978–03/1980 | K-Jetronic/Alu-Block ff.  | 5025          | ø97×85           | 8,8 : 1     | 177 bei 5000                   | 402 bei 3200                     |
| 1979–1981       |                           | 4973          | ø96,5×85         | 8,8 : 1     | 177 bei 5000                   | 404 bei 3200                     |
| 1981–1985       |                           | 4973          | ø96,5×85         | 9,2 : 1     | 170 bei 4750                   | 405 bei 3000                     |
| 1985–1987       | RÜF                       | 4973          | ø96,5×85         | 9,0 : 1     | 180 bei 4750                   | 400 bei 3750                     |
| 1985–1987       | KAT                       | 4973          | ø96,5×85         | 9,0 : 1     | 164 bei 4700                   | 365 bei 2500                     |
| 1987–1991       | RÜF                       | 4973          | ø96,5×85         | 10,0 : 1    | 195 bei 5200                   | 405 bei 4000                     |
| 1987–1991       | KAT                       | 4973          | ø96,5×85         | 10,0 : 1    | 185 bei 5200                   | 390 bei 3750                     |
| 1987–1989       | ECE                       | 5547          | ø96,5×94,8       | 10,0 : 1    | 220 bei 5000                   | 455 bei 3750                     |
| 1985–1989       | KAT/US-Version            | 5547          | ø96,5×94,8       | 9,0 : 1     | 170 bei 5200                   | 389 bei 3500                     |
| 1985–1987       | RÜF                       | 5547          | ø96,5×94,8       | 9,0 : 1     | 200 bei 5000                   | 430 bei 3750                     |
| 1985–1987       | KAT                       | 5547          | ø96,5×94,8       | 9,0 : 1     | 178 bei 4800                   | 390 bei 3500                     |
| 1987–1991       | RÜF                       | 5547          | ø96,5×94,8       | 10,0 : 1    | 220 bei 5000                   | 455 bei 3750                     |
| 1987–1991       | KAT                       | 5547          | ø96,5×94,8       | 10,0 : 1    | 205 bei 5200                   | 430 bei 3750                     |

- 280 SE, SEL 4.5 (W 108) USA, 143 kW (195 PS)
- 300 SEL 4.5 (W 109) USA, 143 kW (195 PS)
- 450 SE, SEL (Baureihe 116)
- 450 SL, SLC (Baureihe 107)
- 450 SLC 5.0 (Baureihe 107)
- 500 SE, SEL, SEC (Baureihe 126)
- 500 SL, SLC (Baureihe 107)
- 560 SE, SEL, SEC (Baureihe 126)
- 560 SL US-Version (Baureihe 107)
- 500 GE (G-Klasse Baureihe 463)